# Niederösterreich-Rundfahrt 1982
Die Niederösterreich-Rundfahrt 1982 war die 27. Austragung des Etappenrennens Niederösterreich-Radrundfahrt. Es fand im Mai statt.

## Rennverlauf
Das Etappenrennen führte über 7 Etappen durch das österreichische Bundesland Niederösterreich. Die Renndistanz betrug 688,4 Kilometer. Am Start waren Radrennfahrer aus der DDR, der Schweiz, Monaco, der Tschechoslowakei, Polen, Ungarn, Luxemburg und Österreich. Der Sieger Helmut Wechselberger sorgte auf der 5. Etappe für eine Vorentscheidung, als er als Solist das Ziel erreichte und anschließend das abschließende Einzelzeitfahren gewann.

## Etappen
1. Etappe Langenzersdorf – Bad Deutsch-Altenburg, 99 Kilometer
Sieger: Karl Krenauer
2. Etappe Bad Deutsch-Altenburg – St. Christophen, 103 Kilometer
Sieger: Helmut Wechselberger
3. Etappe Mannschaftszeitfahren St. Christophen – Ziersdorf
Sieger: DDR
4. Etappe Ziersdorf – Retz, 108 Kilometer
Sieger: Bernd Drogan
5. Etappe Retz – Schönberg am Kamp, 155 Kilometer
Sieger: Helmut Wechselberger
6. Etappe Schönberg am Kamp – Zistersdorf, 134 Kilometer
Sieger: Roland Königshofer
7. Etappe Einzelzeitfahren in Zistersdorf, 15,4 Kilometer
Sieger: Helmut Wechselberger

## Ergebnisse
|     | Fahrer               | Land             | Zeit (h)        |
| --- | -------------------- | ---------------- | --------------- |
| 01. | Helmut Wechselberger | Österreich       | 14:31:23 h      |
| 02. | Karl Krenauer        | Österreich       | + 0:46 Minuten  |
| 03. | Bernd Drogan         | DDR              | + 1:18 Minuten  |
| 04. | Roland Königshofer   | Österreich       | + 7:19 Minuten  |
| 05. | Uwe Ampler           | DDR              | + 9:21 Minuten  |
| 06. | Pavel Galik          | Tschechoslowakei | + 10:29 Minuten |
| 0 … |                      |                  |                 |

Dan Radtke aus der DDR-Mannschaft wurde 8. der Gesamtwertung.